# Тей-Рабье
Тей-Рабье́ (фр. Theil-Rabier) — коммуна во Франции, находится в регионе Пуату — Шаранта. Департамент — Шаранта. Входит в состав кантона Вильфаньян. Округ коммуны — Конфолан.
Код INSEE коммуны — 16381.
Коммуна расположена приблизительно в 360 км к юго-западу от Парижа, в 65 км южнее Пуатье, в 50 км к северу от Ангулема.

## Население
Население коммуны на 2008 год составляло 158 человек.
| 1962 | 1968 | 1975 | 1982 | 1990 | 1999 | 2008 |
| ---- | ---- | ---- | ---- | ---- | ---- | ---- |
| 210  | 189  | 177  | 176  | 170  | 167  | 158  |

## Администрация
| Период | Период | Фамилия      | Партия | Примечания            |
| ------ | ------ | ------------ | ------ | --------------------- |
| 1995   | 2008   | Ги Бруссар   |        |                       |
| 2008   |        | Филипп Мерль |        | коммерческий директор |

## Экономика
Основу экономики составляет сельское хозяйство. Более половины территории коммуны занимают посевы зерновых.
В 2007 году среди 104 человек в трудоспособном возрасте (15—64 лет) 62 были экономически активными, 42 — неактивными (показатель активности — 59,6 %, в 1999 году было 66,0 %). Из 62 активных работали 52 человека (30 мужчин и 22 женщины), безработных было 10 (6 мужчин и 4 женщины). Среди 42 неактивных 4 человека были учениками или студентами, 19 — пенсионерами, 19 были неактивными по другим причинам.

## Достопримечательности
- Церковь Сент-Радегонд (XII—XIII века). Памятник истории с 1986 года[8]

## Фотогалерея
- Церковь Сент-Радегонд
- Почта
- Военный мемориал